# Мурас (Лейлекский район)
Мурас (кирг. Мурас; до 2023 г. — Маргун) — село в Лейлекском районе Баткенской области Кыргызстана. Административный центр Кен-Талааского аильного округа.
Расположен в юго-западной части Кыргызстана недалеко с границей с Таджикистаном на расстоянии 245 км от областного центра г. Баткен. Ближайшее село Чурбек находится в 6 км.

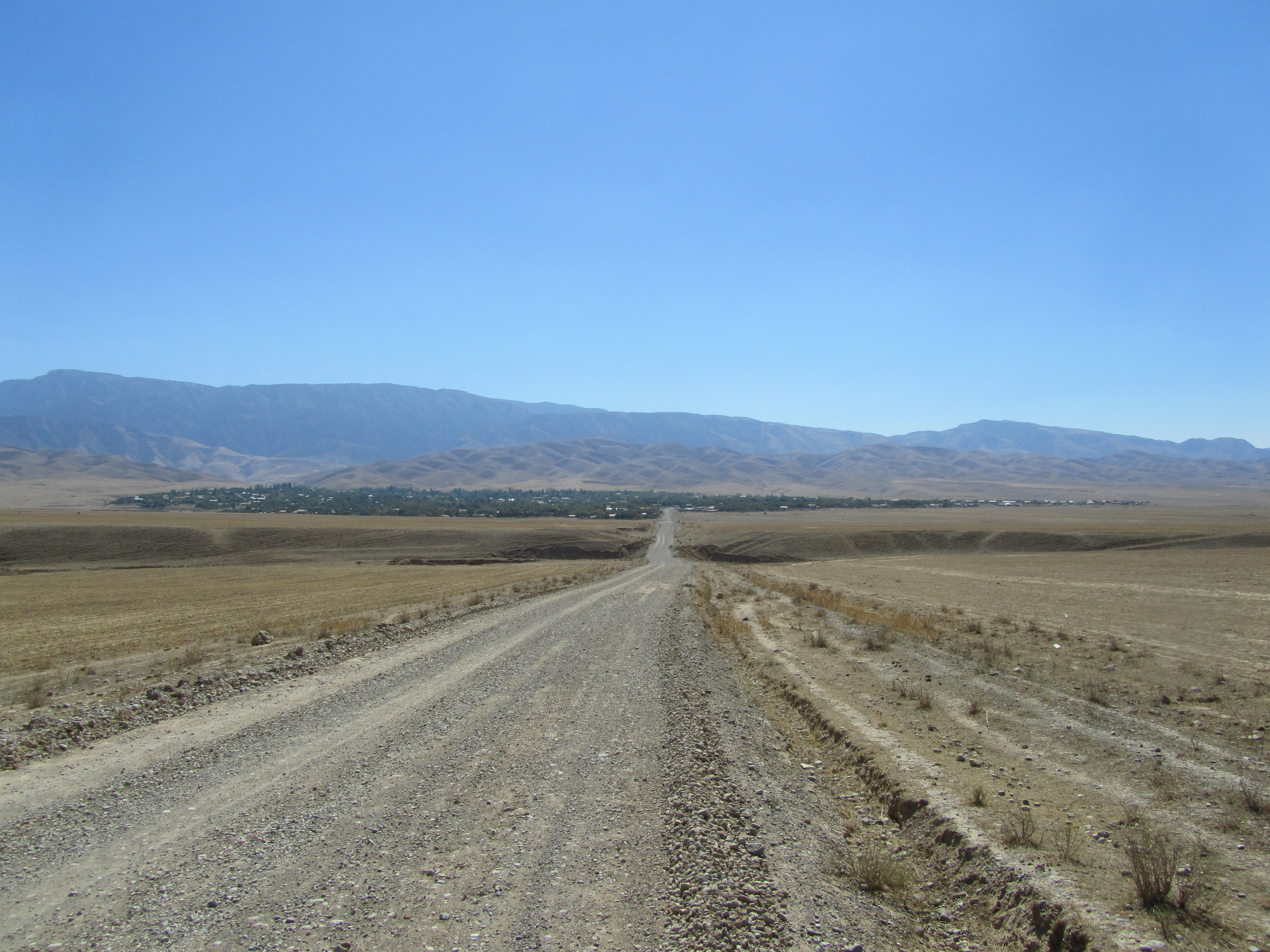
Общий вид села

Согласно переписи 2021 года, население села составляло 3 208 человек , которое, в основном, занимается сельским хозяйством.
В окрестностях села Маргун Лейлекского района китайская компания ведёт поиск залежей нефти и газа.